# Felicio Ramuth
Felício Ramuth (São Paulo, 11 de noviembre de 1968) es un administrador y político brasileño. Afiliado al Partido Social Democrático (PSD), es el actual vicegobernador del estado de São Paulo, habiendo sido anteriormente alcalde de la ciudad de São José dos Campos, secretario de Transportes y asesor de Planificación de la Comunicación en la misma ciudad durante el mandato de Eduardo Cury, así como presidente de Urbanizadora Municipal S. A (Urbam) entre 2009 y 2012.